# Petrocodon jingxiensis
Petrocodon jingxiensis är en tvåhjärtbladig växtart som först beskrevs av Yan Lieu, H.S. Gao och W.B. Xu, och fick sitt nu gällande namn av A. Weber och Mich. Möller. Petrocodon jingxiensis ingår i släktet Petrocodon och familjen Gesneriaceae. Inga underarter finns listade i Catalogue of Life.